# Kisou
Kisou (鬼葬, Kisō) é o terceiro álbum de estúdio da banda Dir en grey, lançado em 20 de janeiro de 2002 pela Firewall Div. O álbum inclui elementos de música industrial e vocais de metal extremo à suas músicas.
Os singles presentes no álbum são "Filth", "Jessica" e "Embryo". Uma versão regravada da faixa 10, "Undecided", apareceu como lado B do single "Glass Skin".

## Recepção
| Críticas profissionais | Críticas profissionais |
| Avaliações da crítica  | Avaliações da crítica  |
| Fonte                  | Avaliação              |
| ---------------------- | ---------------------- |
| Nihon Review           | [ 7 ]                  |

Alcançou a terceira posição nas paradas da Oricon Albums Chart e manteve-se por três semanas. Em dezembro de 2006 foi certificado disco de ouro pela Recording Industry Association of Japan (RIAJ) por vender mais de 100 mil cópias.

## Faixas
Todas as letras escritas por Kyo. 
| N.º            | Título                                                 | Música         | Duração |  |
| 1.             | "Kigan (鬼眼 -kigan-)"                                 | Dir en grey    | 4:04    |  |
| 2.             | "Zomboid"                                              | Kaoru          | 4:22    |  |
| 3.             | "Twentyfour Cylinders (24個シリンダー)"                | Die            | 6:07    |  |
| 4.             | "Filth"                                                | Dir en grey    | 4:55    |  |
| 5.             | "Bottom of the Death Valley"                           | Toshiya        | 5:50    |  |
| 6.             | "Embryo"                                               | Kaoru          | 5:36    |  |
| 7.             | "Shinsou (｢深葬｣)"                                     | Dir en grey    | 2:05    |  |
| 8.             | "Gyakujou Tannou Keloid Milk (逆上堪能ケロイドミルク)" | Kaoru          | 4:42    |  |
| 9.             | "The Domestic Fucker Family"                           | Kyo            | 3:02    |  |
| 10.            | "undecided"                                            | Die            | 4:53    |  |
| 11.            | "Mushi (蟲 -mushi-)"                                   | Kaoru          | 6:24    |  |
| 12.            | "Shinsou" (｢芯葬｣)"                                    | Dir en grey    | 0:57    |  |
| 13.            | "Jessica"                                              | Kaoru          | 4:11    |  |
| 14.            | "Karasu (鴉 -karasu-"                                  | Kaoru          | 5:26    |  |
| 15.            | "Pink Killer" (ピンクキラー)"                          | Dir en grey    | 3:48    |  |
| 16.            | "Shinsou (｢神葬｣)"                                     | Dir en grey    | 3:03    |  |
| Duração total: | Duração total:                                         | Duração total: | 69:57   |  |

## Ficha técnica
Dir en grey
- Kyo (京) – vocais
- Kaoru (薫) – guitarra
- Die – guitarra
- Toshiya – baixo
- Shinya – bateria

## Posição nas paradas

### Álbum
| Ano  | Parada | Posição |
| ---- | ------ | ------- |
| 2002 | Oricon | 3       |

### Singles
| Ano  | Título  | Parada | Posição na Oricon |
| ---- | ------- | ------ | ----------------- |
| 2001 | Filth   | Oricon | 4                 |
| 2001 | Jessica | Oricon | 9                 |
| 2001 | Embryo  | Oricon | 6                 |